# Tillandsia pseudomicans
Tillandsia pseudomicans är en gräsväxtart som beskrevs av Werner Rauh. Tillandsia pseudomicans ingår i släktet Tillandsia och familjen Bromeliaceae. Inga underarter finns listade i Catalogue of Life.

## Bildgalleri

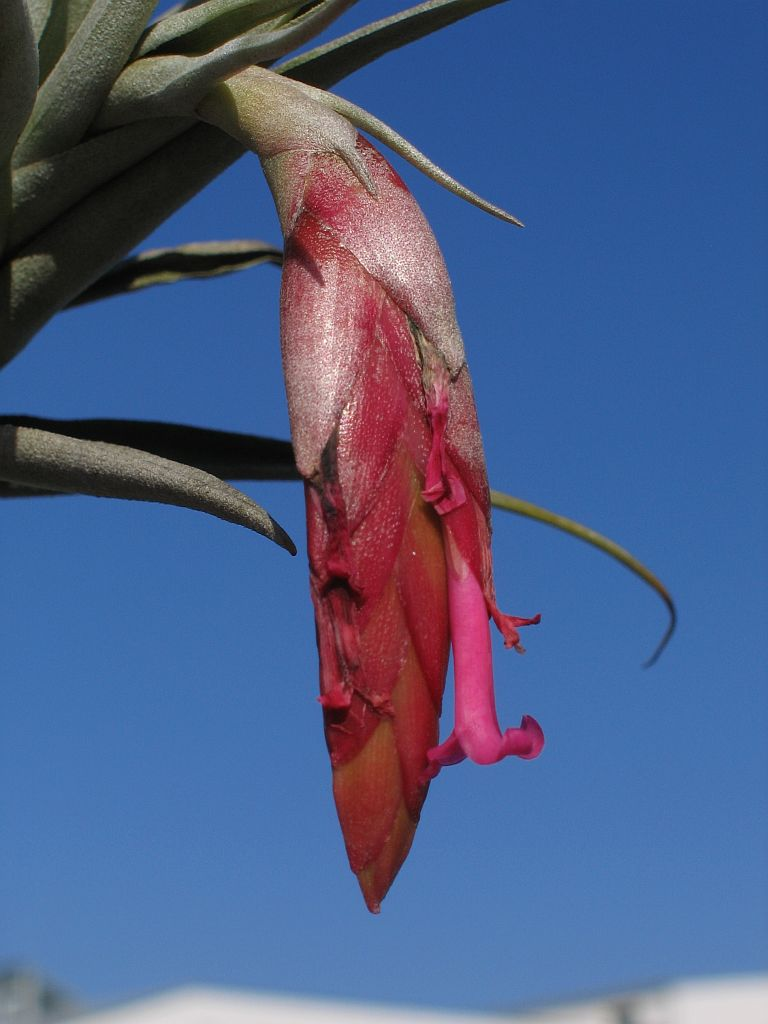